# Округ Тајога (Њујорк)
Округ Тајога (енгл. Tioga County) је округ у америчкој савезној држави Њујорк. По попису из 2010. године број становника је 51.125.

## Демографија
Према попису становништва из 2010. у округу је живело 51.125 становника, што је 659 (1,3%) становника мање него 2000. године.
| Група             | 2000.          | 2010.          |
| Белци             | 50.180 (96,9%) | 49.105 (96,0%) |
| Афроамериканци    | 282 (0,5%)     | 375 (0,7%)     |
| Азијати           | 296 (0,6%)     | 372 (0,7%)     |
| Хиспаноамериканци | 509 (1,0%)     | 694 (1,4%)     |
| Укупно            | 51.784         | 51.125         |